# برايم أباد
برايم‌ أباد هي قرية في مقاطعة بيرانشهر، إيران. يقدر عدد سكانها بـ 25 نسمة بحسب إحصاء 2016.